# Лунка срібляста
Лунка срібляста (Phalera bucephala) — вид метеликів родини Зубницеві (Notodontidae).

## Поширення
Вид широко поширений у Європі та Північній Азії.

## Опис
Розмах крил метелика - 45-60 мм. Передні крила сірі або сіро-вохряні з сріблястим блиском, з поперечними смугами. На вершині крила велика пляма світло-жовтого кольору з темним оздобленням. Задні крила без малюнка, жовто-сірі. 

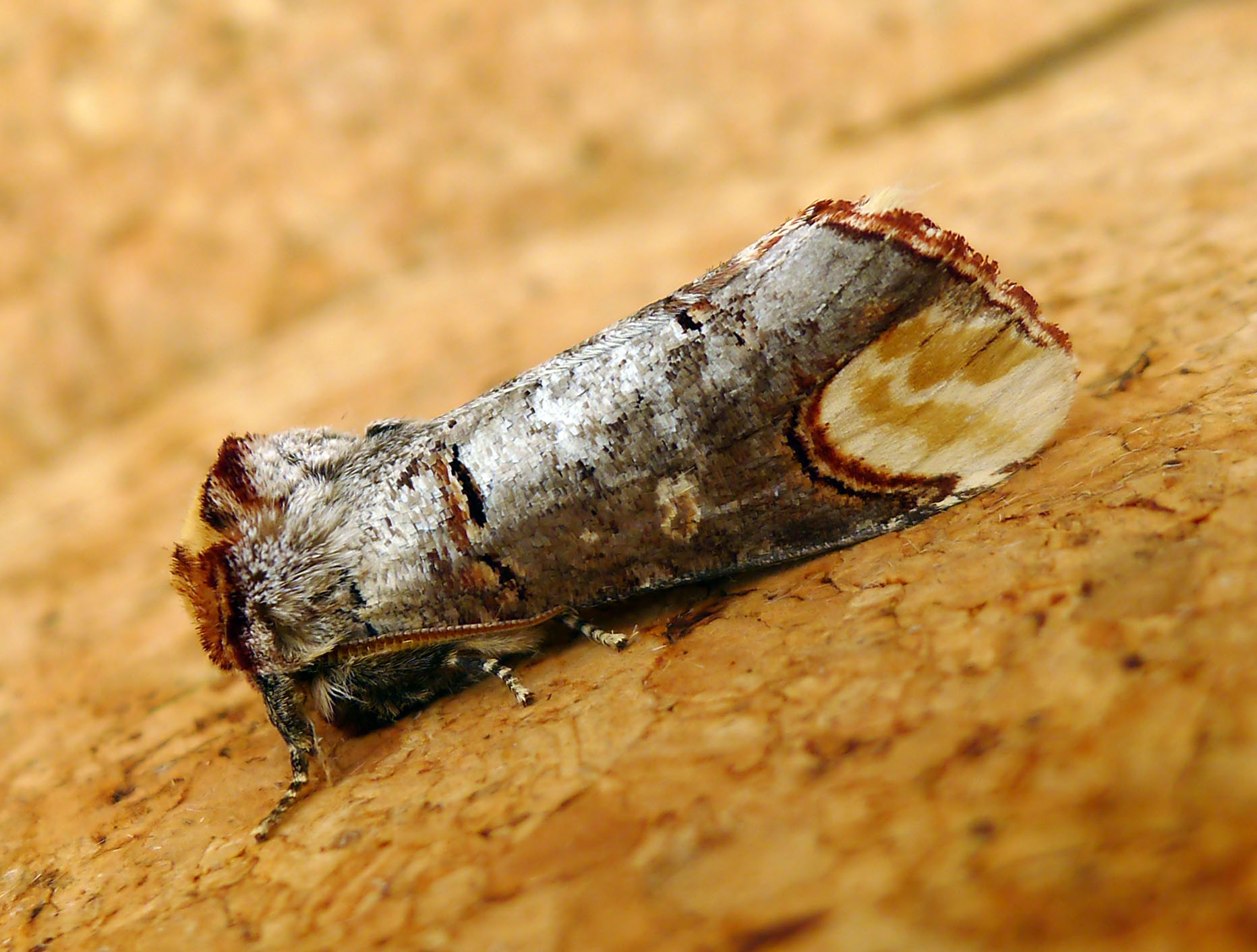
Метелик зі складеними крилами

Яйце напівкругле з плоскою основою. Нижня половина темно-зеленого кольору, верхня світла, посередині темна крапка.
Довжина гусені - 45-50 мм, бура. Тіло вкрите тонкими світлими поздовжніми смугами і поперечними перев'язами жовтого кольору, а також жовто-сірими волосками. Голова темна, з двома світлими лініями, що сходяться під кутом. Молода гусениця має сім пар ніг, а замість восьмої - дві чорні горизонтально розташовані трубочки.
Лялечка темно-бурого кольору завдовжки 30-35 мм. Кремастер має два відростки з двома або трьома гілочками.

## Спосіб життя
Багатоїдний шкідник. Шкодить в садах плодовим культурам: сливі, груші, вишні. Гусінь також харчується на яблуні, смородині, горісі. Вид є першорядним парковим шкідником. Вражає різні листяні лісові породи, що вирощуються в декоративних цілях. До кормових рослин належить понад 20 видів з різних родин, в тому числі береза, дуб, вільха, в'яз, тополя, верба, бук, клен, липа тощо. Розвиток повний. Розмноження двостатеве. Зимують лялечки. За сезон розвивається одне, рідше два покоління.